# デイヴィッド・セシル (伝記作家)

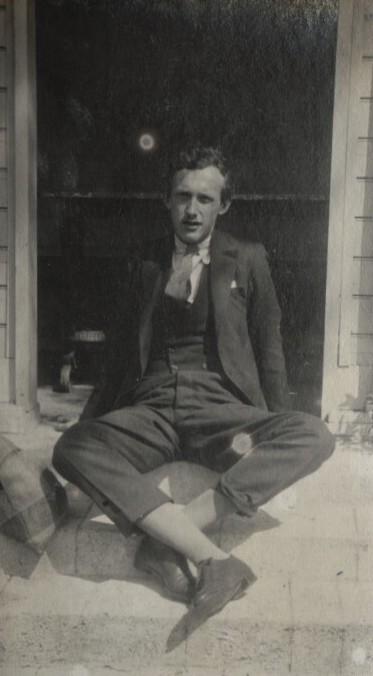
デイヴィッド・セシル卿、1923年撮影。

エドワード・クリスチャン・デイヴィッド・ガスコイン＝セシル卿（英語: Lord Edward Christian David Gascoyne-Cecil CH、1902年4月9日 – 1986年1月1日）、通称デイヴィッド・セシル卿（Lord David Cecil）は、イギリスの伝記作家、文学史家。イギリスの首相第3代ソールズベリー侯爵ロバート・ガスコイン＝セシルの孫であり、『メルバーン卿伝』で知られる。

## 生涯
第4代ソールズベリー侯爵ジェイムズ・ガスコイン＝セシルと妻シシリー・アリス（1867年7月15日 – 1955年2月5日、第5代アラン伯爵アーサー・ゴアの娘）の次男として、1902年4月9日に生まれた。イートン・カレッジで教育を受けた後、オックスフォード大学クライスト・チャーチに進学、1924年にB.A.の学位を、1927年にM.A.の学位を修得した。1924年にオックスフォード大学ウォダム・カレッジのフェローに選出され、主に歴史を教えた。幼少期より病弱であり、第二次世界大戦ではそのおかげで参戦を免れた。
1929年、『The Stricken Deer or The Life of Cowper』（ウィリアム・クーパーの伝記）を出版して、ジェイムズ・テイト・ブラック記念賞（伝記部門）を受賞した。1930年にホーソーンデン賞（1929年度）も受賞している。1930年、王立文学協会のメダルを受賞した。同1930年、著作業に専念すべくウォダム・カレッジのフェローを辞任した。
1935年5月1日、ケンブリッジ大学の「レズリー・スティーヴン講座」の講演者を務め、「ジェイン・オースティン」と題する講演をした。1937年にナショナル・ポートレート・ギャラリー理事に就任、1951年まで務めた。その後、やはり授業したいと考えたセシルは1938年にオックスフォード大学ニュー・カレッジの英語学フェローに就任した。1948年から1970年までニュー・カレッジのフェローを務めつつ、オックスフォード大学のゴールドスミス英語文学教授（Goldsmiths’ Professor of English Literature）を務めた。『オックスフォード英国人名事典』が評するところでは、セシルはゴールドスミス英語文学教授に就任した後の時期に一番影響力を発揮し、この時期に最良の著作を出した。
インクリングズの一員であり、チャールズ・ウィリアムズとはオックスフォード大学出版局で知り合ったのち、インクリングズの会合を経て仲良くなった。セシルは大人数での講義よりこのような小さなグループで影響力を発揮することが多かった。
1949年1月1日、コンパニオン・オブ・オナー勲章を授与された。1951年にリーズ大学より、1957年にロンドン大学より、1962年にグラスゴー大学より名誉文学博士号を授与され、1951年にセント・アンドルーズ大学とリヴァプール大学より名誉法学博士号を授与されている。1972年に王立文学協会よりCompanion of Literatureを授与された。
1960年代になると、大学講師になるには修士以上の学歴が必要という風潮が強まり、セシルは自身の教授職を維持することに自信があったが、同時に逆風も感じた。そして、1969年に定年退職すると、ドーセット州クランボーンに移り、1982年に妻が死去するまで著述業を続けた。
1986年1月1日にクランボーンのソールズベリー・ストリート（Salisbury Street）にある自宅レッド・ライオン・ハウス（Red Lion House）で死去した。
『ニューヨーク・タイムズ』が評するところでは、セシルの著作は従来の学術著作や批判理論に基づくものではなく、セシルが尊敬する著作家とその作品の特徴に立脚している。『オックスフォード英国人名事典』が評するところでは、セシルによる伝記が様々な時期、性格の人物を理解することに有用であり、したがって学術界隈以外でも人気を博した。裕福な家系に生まれたが、謙虚で恨みを買わない性格であり、敬虔なキリスト教徒でもあった。話すときは断続的でどもりがちであり、発音はエドワード朝風だった。

## 著作
- The Stricken Deer or The Life of Cowper（1929年）[7]
- Sir Walter Scott（1933年）[4]
- Early Victorian Novelists（1934年）[4]
  - 日本語訳：鮎沢乗光、富士川和男、都留信夫 訳『イギリス小説鑑賞 ヴィクトリア朝初期の作家たち』開文社、1983年2月。ISBN 4-87571-629-X。
- Jane Austen（1935年）[4]
- 『メルバーン卿伝』上巻（The Young Melbourne、1939年）[4]
  - アメリカ大統領ジョン・F・ケネディが愛読したとされる[13]
- Hardy, The Novelist（1943年）[4]
  - 日本語訳：小田稔、宇野秀夫 訳『小説家ハーディ：批評の試み』郁朋社、2004年2月。ISBN 4-87302-259-2。
- Two Quiet Lives: Dorothy Osborne and Thomas Gray（1948年）[4]
  - 日本語訳：宮下忠二訳『二つの静かな人生』八潮出版社、1981年5月。
- Poets and Story-Tellers（1949年）[4]
- 『メルバーン卿伝』下巻（Lord M、1954年）[4]
- The Fine Art of Reading（1957年）[4]
  - オックスフォード大学での講義を一部収録した作品[1]
- Max, A Biography（1964年）[4]
- Visionary and Dreamer: Two Poetic painters - Samuel Palmer and Edward Burne-Jones（1969年）[4]
- Selected Prose Max Beerbohm（編集のみ、1970年）[4]
- The Bodlet Head Max Beerbohm（編集のみ、1970年）[4]
- Library Looking-glass（1973年）[4]
- The Cecils of Hatfield House（1973年）[4]
- A Portrait of Jane Austen（1978年）[4]
- A Portrait of Charles Lamb（1983年）[4]
- Some Dorset Country Houses（1985年）
  - セシルが引退生活を送ったドーセット州におけるカントリー・ハウスに関する著作[1]

## 家族
1932年10月13日、レイチェル・マッカーシー（Rachel MacCarthy、1909年 – 1982年7月29日、デズモンド・マッカーシーの娘）と結婚、2男1女をもうけた。
- ジョナサン・ヒュー（英語版）（1939年2月22日 – 2011年9月22日） - 俳優。1963年7月に女優ヴィヴィアン・ハイルブロン（英語版）と結婚したが、のちに離婚した。1976年11月3日、アンナ・シャーキー（Anna Sharkey）と再婚[4][15]
- ヒュー・ペニストン（Hugh Peniston、1941年12月29日 – 2020年3月11日） - 軍事史家。1972年、作家ミラベル・ウォーカー（Mirabel Walker）と結婚、子供あり[4][16]
- アリス・ローラ（Alice Laura、1947年11月29日 – ） - 1975年1月11日、アンジェロ・ホーナック（Angelo Hornak、ヘルマン・ホーナックの息子）と結婚、子供あり[4]

ヴァージニア・ウルフは2人の結婚式に出席しており、日記で「デイヴィッドとレイチェルが腕を組み合って、夢遊状態のように通路を歩いていった」と記し、2人が「長く、幸せな人生を歩いていくだろう」とも記した。

## 関連図書
- Cranborne, Hannah (1990). David Cecil: A Portrait by His Friends (英語). Dovecote. ISBN 0-94615977-7.